# Josef Pokštefl
Josef Pokštefl (* 2. November 1927; † 3. Juni 2013 in Deutschland) war ein tschechischer Jurist, Historiker, Publizist und ehemaliger Oppositioneller.

## Politisches und Berufsleben
Pokštefl studierte Jura an der Juristischen Fakultät der Karls-Universität in Prag. Das Studium beendete er 1950, 1969 habilitierte er dort im Bereich des internationalen Rechts und der internationalen Beziehungen. Er blieb zuerst an der Fakultät tätig und arbeitete dort als Assistenz, später als Dozent im Bereich internationales Recht und Politik. In den 1960er Jahren arbeitete er außerdem als wissenschaftlicher Mitarbeiter der Tschechoslowakischen Akademie der Wissenschaften.
1968 nahm er aktiv an den Ereignissen des Prager Frühlings teil, nach der Besetzung der Tschechoslowakei durch die Truppen des Warschauer Pakts organisierte er den außerordentlichen (und später annullierten) Parteitag der Kommunistischen Partei der Tschechoslowakei, der am 22. August 1968 stattfand und die Intervention verurteilte.
1969 ging Josef Pokštefl ins Exil in die Bundesrepublik Deutschland und verlor die tschechoslowakische Staatsangehörigkeit. Er lebte in Köln, arbeitete als wissenschaftlicher Mitarbeiter (u. a. im Bundesinstitut für ostwissenschaftliche und internationale Studien) und später als politischer Kommentator der tschechischsprachigen Sendungen des Deutschlandfunks. Außerdem war er in der Gruppe Listy als Redaktionsmitglied der Exilzeitschrift Listy tätig. Nach 1989 schrieb er Beiträge auch für einige tschechische Zeitschriften.

## Veröffentlichungen
(Auswahl)
- Opravdu nelze odzbrojit? Státní nakladatelství politické literatury, Prag 1958.
- Odzbrojení : utopie nebo realita. Státní nakladatelství politické literatury, Prag 1960.
- Co vědět z mezinárodního práva. (mit Čestmír Čepelka), Orbis, Prag 1964
- Co je diplomacie. Svoboda, Prag 1966
- Die ideologische Bewältigung des Prager Frühlings in der ČSSR 1969–1976. Bundesinstitut für ostwissenschaftliche und internationale Studien (Berichte Bundesinstituts für ostwissenschaftliche und internationale Studien 33/1978), Köln 1978
- Verfassungs- und Regierungssystem der ČSSR. Oldenbourg Wissenschaftsverlag, R. Oldenbourg Verlag, München 1982, ISBN 3-486-50411-8 (auszugsweise online auf: www.isbnlib.com)
- Der soziale Wandel in der ČSSR und sein Reflex auf das politische und Verfassungssystem. J.-G.-Herder-Institut, Marburg/Lahn 1984, ISBN 3-87969-176-2.

## Quelle
- Kurzbiographie des Portals www.blisty.cz